# Besar
Besar je v současnosti nečinný stratovulkán, nacházející se na jižním okraji indonéského ostrova Sumatra. Na severním a severozápadním svahu vulkánu se rozprostírá větší solfatárové pole Marga Bayur. V roce 1940 byla zaznamenána menší freatická erupce vulkánu.